# Ángel Rozas Serrano
Ángel Rozas Serrano (Olula del Río, Almería, 1927 – Barcelona, 1 de junio de 2010) fue un sindicalista y dirigente comunista antifranquista español.

## Biografía
Llegó a Barcelona a los catorce años de edad. Fue militante de la HOAC a finales de los años 1940 y, posteriormente, se vinculó durante un breve periodo tiempo a grupos de la CNT. A partir de 1951, coincidiendo con el boicot ciudadano a los tranvías y la huelga general de marzo de 1951 en Barcelona, empezó con otros compañeros a organizar grupos del PSUC, orientándose por Radio España Independiente, La Pirenaica, y sin tener aún contacto con la dirección de este partido clandestino. Esta peculiar forma de organización se mantuvo hasta 1954, cuando los grupos formados en diferentes fábricas y barrios barceloneses ingresaron en la estructura orgánica del PSUC. Entre 1954 y 1958 será el responsable de la construcción del PSUC de Barcelona.
En 1956, como militante del interior, participó en el I Congreso del PSUC, realizado en Francia. En 1958 fue detenido y encarcelado, por primera vez, a raíz de las huelgas de solidaridad con los obreros de Asturias que se realizaron en Barcelona. Y en mayo de 1960 fue detenido a raíz de la caída del comité local de Barcelona del PSUC y condenado en consejo de guerra a 3 años de prisión, que cumplió en el penal de Burgos, del que salió en libertad en enero de 1962.
Durante su estancia en el penal de Burgos se encontró con el compañero que dos años antes lo había delatado tras ser torturado en la Jefatura Superior de Policía de Barcelona en la Vía Layetana. El partido le pidió que le ayudara y él respondió: «Aquí en el penal yo le ayudo en lo que sea. Aquí somos dos presos. Ahora, el día que salga él y salga yo, si tenemos que trabajar juntos, hablaremos antes».
En 1964 fue uno de los fundadores de la Comisión Obrera Central de Barcelona, en la reunión celebrada en la iglesia de Sant Medir, en el barrio de Sants. Esta actividad hizo que le detuvieran en febrero de 1965, con motivo de la convocatoria de una manifestación por la entrega de nueve mil firmas reivindicando libertad sindical, derecho de huelga y derecho de reunión, que se querían hacer llegar a la delegación provincial de la CNS.
En 1966 fue detenido por su participación en una asamblea de CCOO en la Creu de Barberà en Sabadell y puesto en libertad posteriormente. Un mes más tarde volvió a ser detenido en Barcelona en una asamblea de trabajadores en el colegio La Salle de las Viviendas del Congreso, siendo puesto en libertad provisional un mes después. El 27 de octubre de 1967 fue nuevamente detenido en una manifestación realizada frente al edificio de la central de Correos de Barcelona, y estuvo en la cárcel Modelo de Barcelona hasta abril de 1968 cuando salió en libertad provisional. En 1969, durante el estado de excepción implantado por el régimen franquista, pasó a la clandestinidad hasta julio del mismo año, momento en que se exilió en Francia, donde permaneció hasta la transición democrática.
Fue cooptado para ser miembro del Comité Central del PSUC en otoño de 1968, y posteriormente ratificado en el III Congreso, en enero de 1973, el último que se realizó en la clandestinidad. Fue reelegido miembro del Comité Central del PSUC en los IV, V y VI Congresos del partido, celebrados, respectivamente, en octubre de 1977, en enero de 1981 y marzo de 1982. Era miembro de honor del Comité Central del PSUC.
En el terreno sindical, en 1978 fue elegido miembro de la Comisión Obrera Nacional de Cataluña, como responsable de formación sindical, y posteriormente fue nombrado presidente de la Comisión de Garantías. En 1989 el presidente de la Generalidad le otorgó la Medalla al trabajo Presidente Macià. En 1997 el Gobierno Central, a propuesta del Ministro de Trabajo, le concedió la Medalla al Mérito en el Trabajo. Entre 1992 y 2009 fue presidente de la Fundación Cipriano García.